# Laurence Massillon Keitt

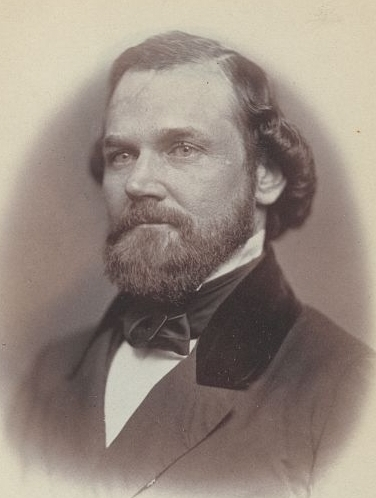
Laurence Massillon Keitt

Laurence Massillon Keitt (* 4. Oktober 1824 im Orangeburg District, South Carolina; † 4. Juni 1864 bei Richmond, Virginia) war ein US-amerikanischer Politiker, der den Bundesstaat South Carolina im Repräsentantenhaus vertrat.

## Werdegang
Laurence Keitt studierte Jura am South Carolina College in Columbia und graduierte dort 1843. Seine Zulassung als Anwalt bekam er 1845, woraufhin er in Orangeburg zu praktizieren begann. Er entschloss sich 1848, eine politische Laufbahn einzuschlagen, indem er in das Repräsentantenhaus von South Carolina gewählt wurde, wo er bis 1853 verblieb. Anschließend wurde er für die Demokraten in den 33. und später in den 34. Kongress gewählt, wo er vom 4. März 1853 bis zu seinem Rücktritt am 16. Juli 1856 tätig war. Der Hintergrund seines Rücktritts war der Tadel des 34. Kongresses am 15. Juli 1856 wegen Keitts Rolle beim tätlichen Angriff von Preston Brooks am 22. Mai 1856 gegen US-Senator Charles Sumner. Trotzdem wurde er wieder in den 34. Kongress gewählt, um das durch seinen eigenen Rücktritt vakante Mandat zu besetzen. Danach wurde er in 35. sowie in den 36. Kongress gewählt, wo er vom 6. August 1856 bis zu seinem Rücktritt im Dezember 1860 tätig war. In seiner Amtszeit war er Vorsitzender des Committee on Public Buildings and Grounds (35. Kongress).
Im Vorfeld des Bürgerkrieges nahm er am Sezessionskonvent von South Carolina teil. Außerdem war Keitt auch Deputierter zum provisorischen Kongress der Konföderierten Staaten von Amerika im Februar 1861 in Montgomery (Alabama), sowie im Juli 1861 in Richmond. Während des Krieges diente er im 20. Freiwilligenregiment aus South Carolina, in dem er am 11. Januar 1862 im Rang eines Colonel erhielt. Kurz darauf wurde er zum Brigadegeneral befördert. Bei der Schlacht von Cold Harbor nahe Richmond wurde er verwundet und starb einen Tag später, am 4. Juni 1864, an den Folgen seiner Verwundung. Er wurde auf dem Familienfriedhof nahe St. Matthews beigesetzt.